# Richard Reid

Reids sko

Richard Colvin Reid, även känd som Abdel Rahim och "skobombaren", född 12 augusti 1973 i Bromley, London, är en brittisk medborgare och islamist som är dömd till livstids fängelse för terrorism. Han greps den 22 december 2001 sedan han försökt antända sprängmedel som fanns gömt i hans sko ombord på ett flygplan som gick från Paris till Miami.
Reids jamaicanske far satt i fängelse huvuddelen av Reids uppväxt. Reid själv hoppade av skolan 1989, inom ett år hade han arresterats för personrån och satt återkommande i fängelse de kommande sex åren. När han 1995 släpptes från fängelse vände han sig till islam och ändrade sitt namn till Abdel Rahim. Under en tid tycks han ha låtit bli att begå nya brott, men i slutet av 1997 hade han hamnat i en mer radikal gruppering inom islam, och tappade kontakten med familjemedlemmar som inte vill konvertera till islam.
1998 försvann han från London och antas ha rest till Pakistan och därefter Afghanistan där han genomgick terrorismträning i Al-Qaidas läger. Sommaren 2001 återvände han till England, men redan i mitten av juli samma år reste han till Israel, följt av Egypten, Turkiet, Pakistan och möjligen Afghanistan. I december 2001 återvände han till Europa på ett flyg till Bryssel där han skaffade ett nytt brittiskt pass, sannolikt för att dölja sina nyligen genomförda resor. Senare under månaden köpte han de basketskor av hög modell i hög prisklass som användes vid attentatsförsöket. Han köpte också en tur- och returresa till Antigua på ett plan som landade i Miami. Han skulle ha flugit 21 december 2001, men det faktum att han köpt biljetten kontant, var allmänt uppjagad och inte hade något bagage, ledde till att han fick genomgå en omfattande säkerhetskontroll vid flygplatsen och missade sitt flyg. Via epost skickat från ett internetkafé bad han om råd från en person i Pakistan, och fick uppmaningen att försöka igen nästa dag.
22 december 2001 steg Reid ombord på American Airlines flight 63 från Paris till Miami. Ungefär 90 minuter in i flygningen kände en flygvärdinna en svavelliknande doft och insåg att Reid hade tänt en tändsticka. Hon lyckades släcka den, men han tände då en till och försökte sätta eld på en del av sin sko. När flygvärdinnan försökte förhindra detta angreps hon av Reid, som slog ner henne och därefter bet en annan flygvärdinna. Andra passagerare ingrep därefter och övermannade Reid så han kunde bindas, samt sköljde vatten över honom mot brandfaran. Flyget omdirigerades därefter till Boston där det upptäcktes att hans skosulor hade fyllts med en tillräcklig mängd sprängämnen för att spränga ett hål i flygplanets sida. 
2002 ställdes Reid inför en federal amerikansk domstol i Boston och erkände sig skyldig till åtta åtalspunkter. 31 januari 2003 dömdes han till livstids fängelse. Han placerades i högsäkerhetsfängelset ADX Florence i Colorado.